# 미디어위키 버전 역사
오픈 소스 위키 엔진 미디어위키의 첫 버전인 1.1 버전은 2003년, 첫 공개되었다. 아래 목록은 현재까지 공개된 미디어위키의 공개 버전 역사를 나열한다.